# Bracon brachycerus
Bracon brachycerus är en stekelart som beskrevs av Thomson 1892. Bracon brachycerus ingår i släktet Bracon och familjen bracksteklar. Arten är reproducerande i Sverige. Inga underarter finns listade.